# 边果蕨
边果蕨（学名：Craspedosorus sinensis），为金星蕨科边果蕨属下的一个种。其种加词“sinensis”意为“中华的”。
现接受名为中华溪边蕨（Stegnogramma sinensis (Ching & W.M.Chu) L.J.He & X.C.Zhang, 2012）。